# رود اوز (هیروشیما)
رود وز (به لاتین: Oze River) یک رود در ژاپن است که در استان هیروشیما واقع شده‌است.